# Marinování

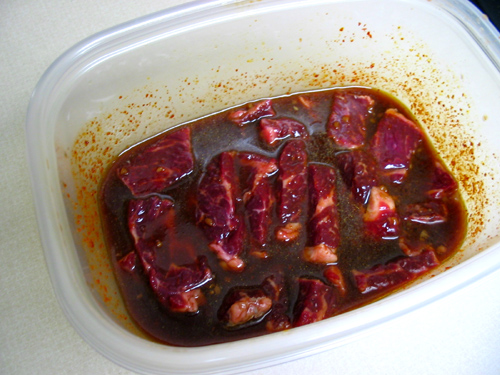
Hovězí maso naložené v marinádě

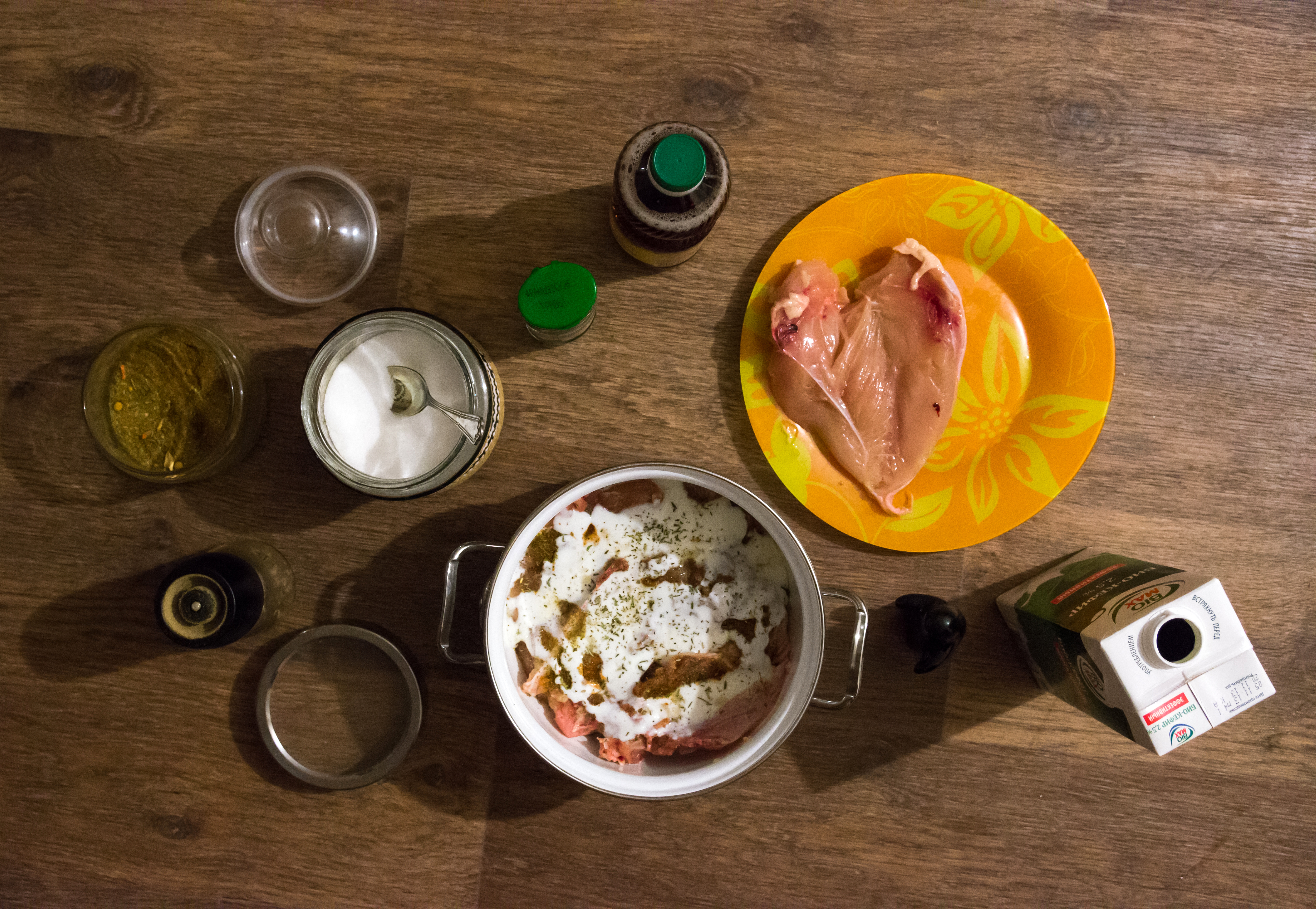
Marinování

Marinování je postup, při němž se potraviny před dalším zpracováním, obvykle tepelným, nakládají do směsi koření, oleje a octa či vína neboli marinády, aby vstřebaly určitou chuť a vůni. V případě masa slouží tento nálev i k jeho změkčení. Původ výrazu marinování nepřímo odkazuje na nasolování potravin pomocí solanky z mořské vody (aqua marina). Tento postup posléze vedl ke vzniku techniky nakládání potravin do rozličně ochucených roztoků neboli marinád.

Podobný kuchyňský postup, který je s marinováním někdy zaměňován, je macerování neboli máčení potravin ve vodě, aby změkly.
Marináda je tedy kořeněná zálivka k nakládání potravin, zejména masa, zeleniny a sýrů, která je buď kyselá (připravená z přísad, jako je ocet, citron, džus či víno), anebo enzymatická (připravená z ananasu, papáji nebo z kiwi). Další přísadou těchto marinád bývají také rozličné oleje, bylinky a již zmíněné koření, jejichž úkolem je dodat potravinám chuť a vůni. Aby potraviny získaly chuť marinády, musí být v marinádě nějakou dobu naloženy. To může trvat různě dlouho, od několika minut až po několik dní. Různé kuchyně používají rozličné marinády, například v indické kuchyni se marináda obvykle připravuje se směsí koření.

## Změkčování masa

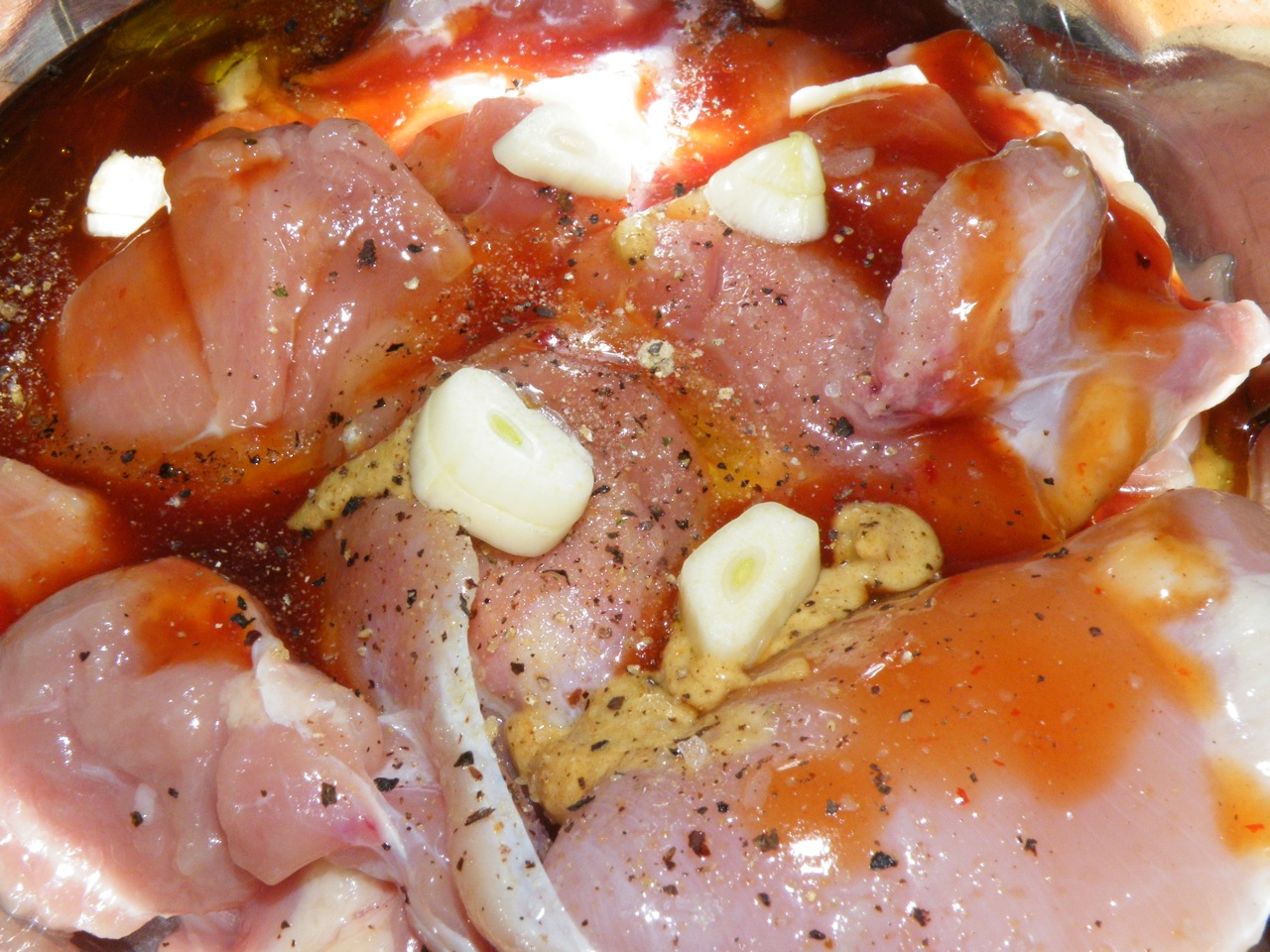
Marinované kuře

U masa způsobuje kyselost roztoku, že se tkáň začne rozkládat, což usnadňuje přijímání vlhkosti, a výsledkem je šťavnatější svalovina. Nicméně přílišná kyselost marinády může výsledek práce poničit. V dobré marinádě je poměr kyselosti, oleje a koření vyvážený.
Pokud se syrové nakládané maso zmrazí, může marináda rozložit jeho povrchovou vrstvu, takže získá kašovitou konzistenci.

## Bezpečné marinování
Syrové červené, rybí nebo kuřecí maso může obsahovat škodlivé bakterie, které mohou marinádu znečistit. Marinování by mělo probíhat v chladničce, aby se omezilo množení bakterií. Z použité marinády by se neměla dělat omáčka, pokud před dalším použitím bezpečně neprojde varem. V opačném případě se doporučuje použít marinádu buď čerstvou, anebo předem odstavenou část, která nepřišla do styku s masem. Nádoba, v níž se marinuje, by měla být buď ze skla, nebo z plastu, který je vhodný pro styk s potravinami. Kovy, jakož i hrnčířské glazury, které mohou obsahovat olovo, reagují s kyselinou v marinádě, a proto je třeba se takového nádobí vyvarovat.